# Akadija
Akadija (francosko Acadie) je bila francoska kolonija v severozahodni Severni Ameriki ter del Nove Francije. Vključevala je dele Quebeca, današnje tako imenovane »Obmorske province« Kanade in Nove Anglije, ki se je proti jugu raztezala vse do Filadelfije.
Po francoski upravni delitvi je vključevala države z obalo na Atlantskem oceanu med 40° in 46° zemljepisne širine.  Ozemlje je v bilo v 18. stoletju razdeljeno med britanske kolonije, ki so kasneje postale Kanada in ZDA.
Po vojni kraljice Ane je Akadija bila razdeljena med britanske ameriške kolonije. Z letom 1755 se je začelo prisilno izseljevanje Akadijcev, vendar se jih je dosti pozneje sčasoma priselilo nazaj, vendar nikoli več niso na teh ozemljih dosegali večine. Velik del Akadijcev je bil preseljen v francosko Louisianijo, kjer še danes živijo njihovi potomci z imenom Cajuni. 
Danes se izraz Akadija nanaša na regije tako imenovane "atlantska Kanada", kjer se čuti vpliv francoske kulture in jezika, zlasti v New Brunswicku, Novi Škotski in na Otoku princa Edvarda, pa tudi v ameriški zvezni državi Maine.